# سیارک ۱۰۵۹۳
سیارک ۱۰۵۹۳ (به انگلیسی: 10593 Susannesandra، نامگذاری:1996QQ1)۱۰۵۹۳مین سیارک کشف شده‌است که در ۲۵ اوت ۱۹۹۶ کشف شد.
قدر مطلق سیارک برابر 28.2 است.